# Orangenblumen
Die Orangenblumen (Choisya) sind eine Pflanzengattung innerhalb der Familie der Rautengewächse (Rutaceae). Die fünf bis acht Arten kommen von den südlichen USA bis Mexiko vor.

## Beschreibung

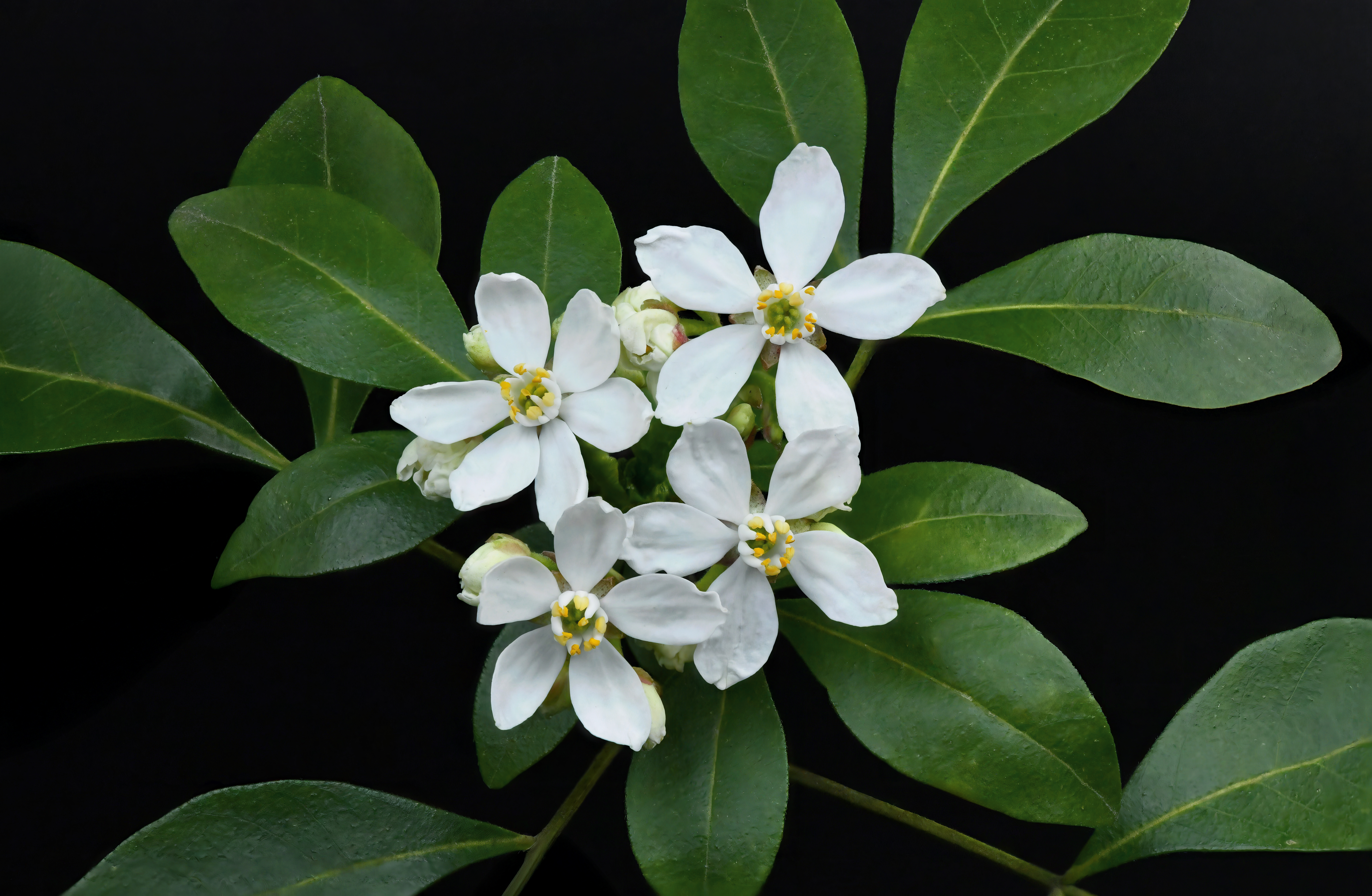
Orangenblume (Choisya ternata) - Blüten und Blätter.

### Vegetative Merkmale
Bei Orangenblumen-Arten handelt es sich um immergrüne Sträucher, die je nach Art Wuchshöhen zwischen 1 und 3 Metern erreichen.
Die gegenständigen Laubblätter sind gefingert, bei einigen Arten dreizählig, bei anderen bis zu 13-zählig. Die Form der Teilblättchen kann linealisch bis breit eiförmig sein. Die Blätter enthalten zahlreiche Einschlüsse ätherischen Öls und verströmen beim Zerreiben einen stark aromatischen, orangenähnlichen Geruch.

### Generative Merkmale
Die Blüten stehen zu wenigen in den Blattachseln oder endständig in kleinen trugdoldigen oder schirmrispigen Blütenständen. Die zwittrigen meist fünfzähligen Blüten mit doppelter Blütenhülle ähneln Orangenblüten. Die Zahl der weißen Kronblätter liegt zwischen vier und sieben, meistens sind aber fünf Kronblätter vorhanden. Von den ungleich langen Staubblättern in zwei Kreisen sind meist 10 vorhanden, wobei die Staubfäden im unteren Teil verbreitert sind und wie die Kronblätter reinweiß sind. Der Fruchtknoten ist oberständig aus fünf, teils kurz gehörnten Fruchtblätter, die Narbe ist gelappt. Es ist ein Diskus vorhanden.
Die ledrigen Kapselfrüchte oder Sammelbalgrüchte sind ein- bis sechsfächerig, -teilig. Das Endokarp löst sich leicht heraus. Die Samen sind nierenförmig oder rundlich.

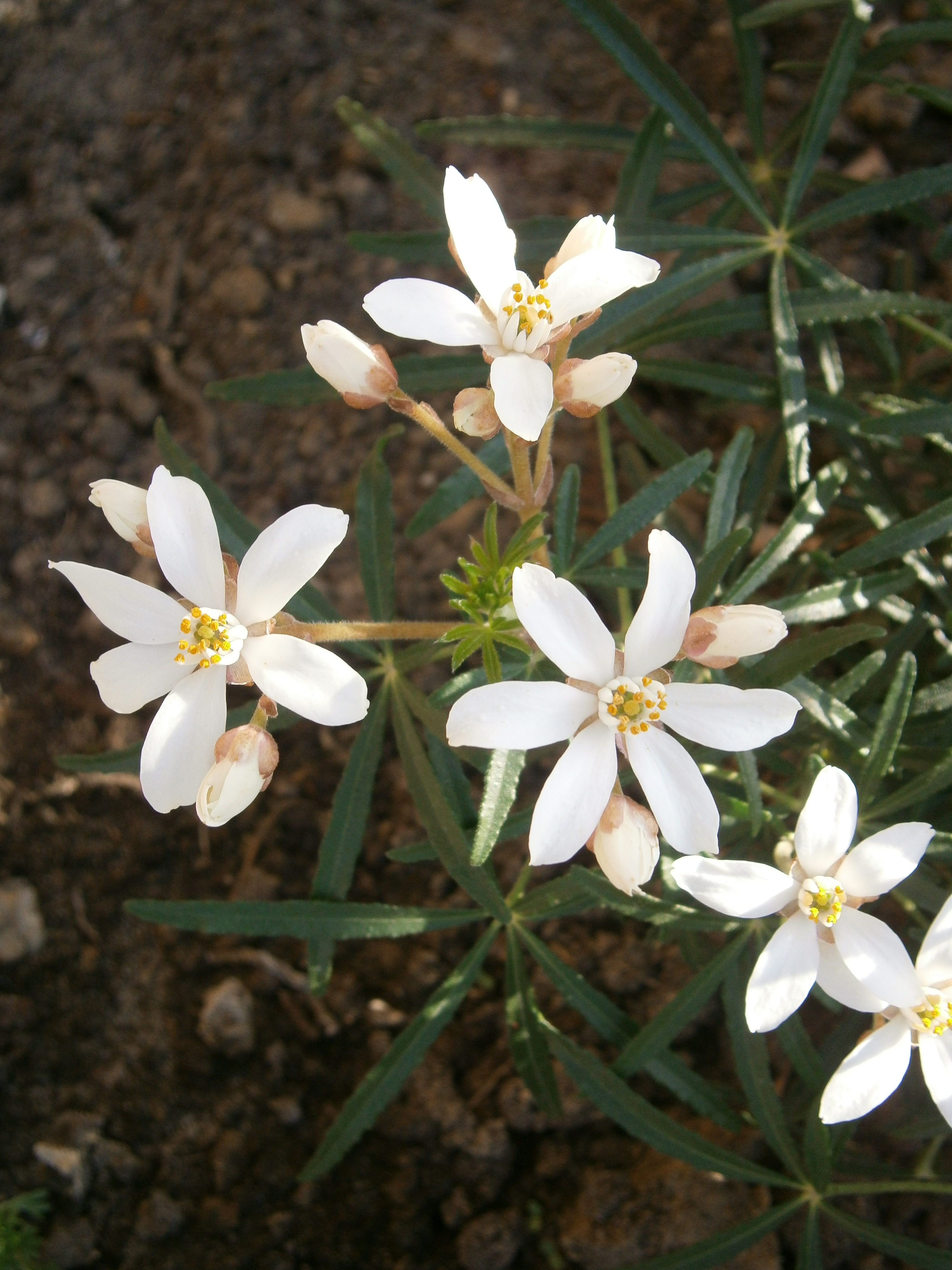
Choisya ‘Aztec Pearl’

## Systematik und Verbreitung
Die Gattung Choisya wurde durch Karl Sigismund Kunth aufgestellt. Der botanische Gattungsname Choisya ehrt den Schweizer Botaniker Jacques Denis Choisy.
Alle Choisya-Arten sind vom südlichen Nordamerika (Texas, südwestliche USA) bis Mexiko verbreitet.
Je nach Autor enthält die Gattung fünf bis acht Arten, da Choisya mollis und Choisya arizonica auch als Varietäten von Choisya dumosa aufgefasst werden und Choisya grandiflora als Synonym zu Choisya ternata gestellt werden kann.
- Choisya arizonica Standl.: Sie kommt nur in Arizona vor.[2]
- Choisya dumosa (Torr.) A.Gray, mit bis zu 13-teiligen Blättern aus sehr schmalen Teilblättchen. Sie kommt in Arizona, New Mexico, Texas und im mexikanischen Bundesstaat Chihuahua vor.[2]
- Choisya grandiflora Regel, wird auch zu Choisya ternata gestellt
- Choisya katherinae C.H.Müll.: Sie kommt in den mexikanischen Bundesstaaten Chihuahua und Coahuila vor.[2]
- Choisya neglecta C.H.Müll.: Sie kommt im mexikanischen Bundesstaat Puebla vor.
- Choisya palmeri Standl.: Sie kommt in Mexiko vor.
- Orangenblume (Choisya ternata Kunth):[3] Sie ist eine nur bedingt frostharte Zierpflanze mit dreiteiligen, manchmal auch bis fünfteiligen Blättern aus ovalen Teilblättchen. Sie kommt in Mexiko vor.[2]

## Verwendung
Wenige Choisya-Arten werden als Zierpflanzen verwendet, wobei die meisten von diesen nur leichten Frost vertragen können. Choisya 'Aztec Pearl', eine Hybride aus Choisya arizonica und Choisya ternata, ist wegen ihrer drei- bis fünfzähligen, schmalen Blätter eine der beliebtesten Zierpflanzen der Gattung.